# Heerpauke

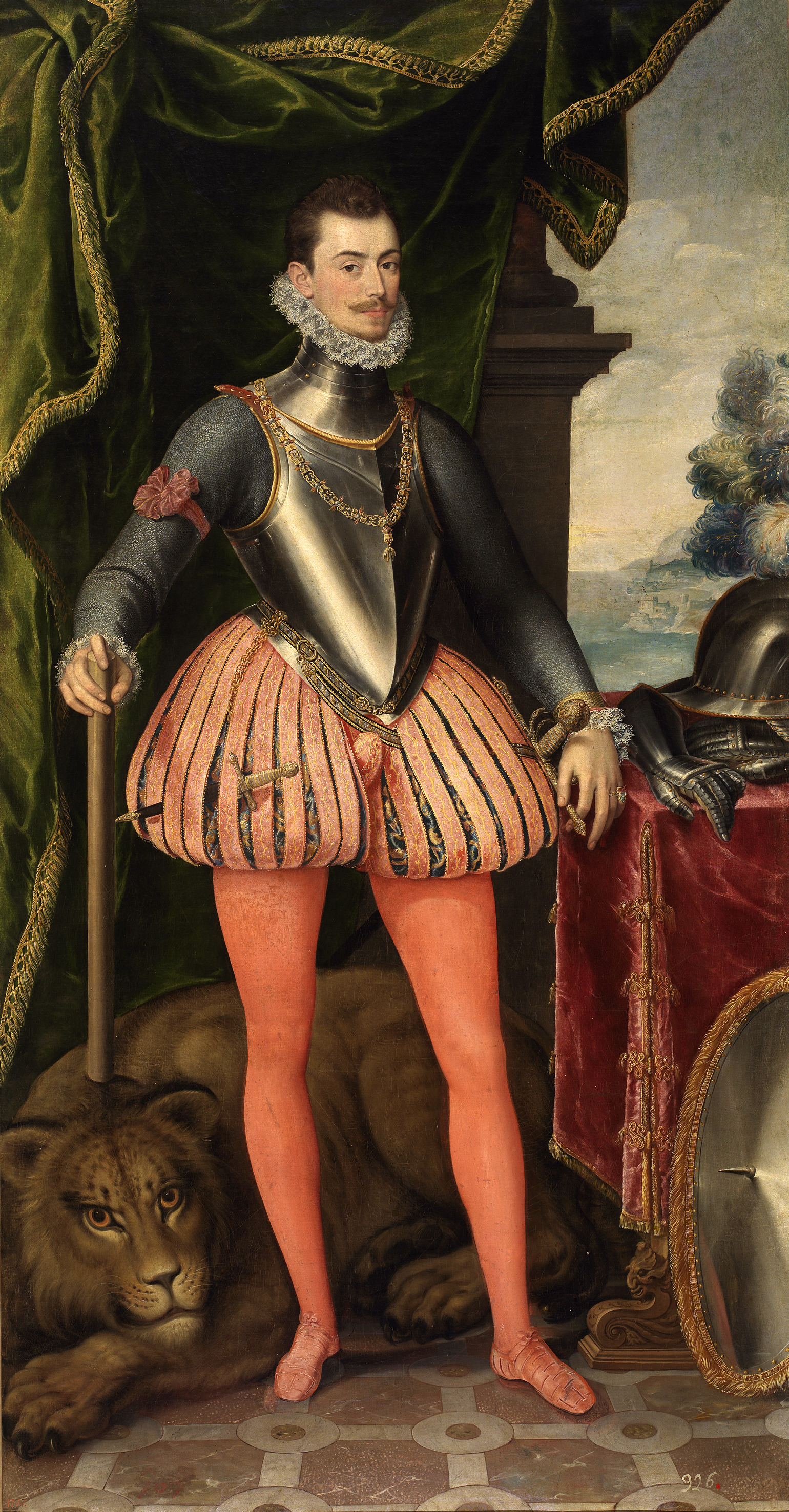
Juan de Austria mit Heerpauke, um 1572

Die Heerpauke war eine Männerhose in der spanischen Tracht des 16. Jahrhunderts. Durch ihre Form eines Ballonrocks, die sie wie zwei Kugeln aussehen ließ, erhielt die Hose ihren Namen.

## Gestalt und Tragweise
Die Heerpauke war stark gepolstert, rundlich, bedeckte den halben Oberschenkel oder reichte bis zu den Knien. Zur Verzierung wurden Einschnitte mit farbigen Unterfütterungen angelegt. Zur Heerpauke wurden Strumpfhosen oder Seidenstrümpfe und eine üblicherweise gut ausgepolsterte Unterhose getragen.

## Geschichte
Die Hose breitete sich erst in Westeuropa und später in ganz Europa aus. In England wurde die Heerpauke zur Zeit von Königin Elisabeth I. derart weit geschneidert, dass im britischen Parlament die Sitze verbreitert werden mussten, um den Herren Abgeordneten den für ihre Heerpauken nötigen Platz zu schaffen.
In Deutschland veränderte sich die Heerpauke zur Pluderhose. Im Gegensatz zur Pluderhose wurde die Heerpauke ausgestopft, die Pluderhose hingegen fiel lose herab. Am spanischen Hof wurde diese Art der Bekleidung mit leichten Veränderungen bis ins 18. Jahrhundert getragen.